# Ik wist het (single)
Ik wist het is een single van de Amerikaanse zanger Matt Simons en de Nederlandse zangeres Tabitha uit 2022. Het stond in hetzelfde jaar als twaalfde track op het album Wilde rozen van Tabitha.

## Achtergrond
Ik wist het is geschreven door Chris Ayer, Glen Faria, Hamus Lindvall, Matt Simons en Tabitha Foen-a-Foe en geproduceerd door Hampus Lindvall. Het is een tweetalige, Engels en Nederlands, popnummer dat gaat over het serieus namen van een relatie. Het lied was de titelsong van de gelijknamige film uit 2022. Het is niet de eerste keer dat de zanger een tweetalig lied zingt; eerder had hij singles met Marco Borsato (Breng me naar het water) en Nick & Simon (Give Me Back My Holiday). Opvallend aan deze plaat is dat de Amerikaanse zanger zelf ook regels in het Nederlands zingt. Over waarom hij opnieuw een samenwerking met een Nederlandse artiest aanging, vertelde Simons het volgende: "Nederland altijd al een speciaal plaatsje in mijn hart heeft gehad. Het is de plek waar mijn internationale carrière van de grond kwam".
In de bijbehorende muziekvideo, die op hetzelfde moment werd uitgebracht als de single, zijn naast beelden van de artiesten in een muziekstudio, ook korte beelden van de film te zien. 

## Hitnoteringen
De artiesten hadden in Nederland bescheiden succes met het lied. In de Single Top 100 kwam het tot de zestigste plaats en was het veertien weken in de hitlijst te vinden. De Nederlandse Top 40 werd niet gehaald, maar het kwam tot de eerste positie van de Tipparade.